# Иван Мијаиловић
Иван Мијаиловић (Рожанство, 1884—Солун, 1916) био је земљорадник, учесник Балканских ратова и Првог светског рата и носилац Карађорђеве звезде са мачевима.
Рођен је 1884. године у Рожанству, општина Чајетина, у породици сиромашних земљорадника Алексија и Новке. Када је 1903. године остао без оба родитеља оженио се са Љубицом Лазовић, са којом је добио синове Ратка и Рајка и кћери Миленку и Јеленку. У саставу 3. чете 2. батаљона IV пешадијског пука прошао је сва ратишта, од борби на Дрини, положај Панос код Вишеграда до одсутних борби на Кајмакчалану. 
У ноћи 25. на 26. септембар 1916. године, током јуриша на бугарска утврђења, Иван је тешко рањен. Транспортован је у француску болницу у Солуну, где умире од последица рањавања. Сахрањен је, највероватније, на Српском војничком гробљу Зејтинлик.